# Lijst van voetbalinterlands Bahama's - Bermuda (vrouwen)
Deze lijst van voetbalinterlands is een overzicht van alle officiële voetbalinterlands tussen de nationale vrouwenteams van de Bahama's en Bermuda. De landen hebben tot nu toe twee keer tegen elkaar gespeeld.

## Wedstrijden
| № | Plaats   | Datum         | Competitie                | Wedstrijd          | Uitslag |
| - | -------- | ------------- | ------------------------- | ------------------ | ------- |
| 1 | Hamilton | 23 april 2000 | CFU Women's Caribbean Cup | Bermuda − Bahama's | 3 − 0   |
| 2 | Nassau   | 7 mei 2000    | CFU Women's Caribbean Cup | Bahama's − Bermuda | 0 − 6   |

## Samenvatting
| Competitie                | Totaal gespeeld | Winst Bahama's | Gelijk | Winst Bermuda | Doelsaldo Bahama's – Bermuda |
| ------------------------- | --------------- | -------------- | ------ | ------------- | ---------------------------- |
| CFU Women's Caribbean Cup | 2               | 0              | 0      | 2             | 0 − 9                        |
| Totaal                    | 2               | 0              | 0      | 2             | 0 − 9                        |